# Psychrogeton candissimus
Psychrogeton candissimus là một loài thực vật có hoa trong họ Cúc. Loài này được Griers. miêu tả khoa học đầu tiên.